# Voggite
La voggite è un minerale.